# Megodon
Megodon là một chi ruồi trong họ Syrphidae.